# 阮志咏
阮志咏（1959年5月15日—2023年9月14日）越南军事人物，曾任越南共产党第十二届中央委员会、越南共产党中央军事委员会常委、越南國防部副部長，上将军衔，分管军事情报与军事外交。

## 简历
阮志咏是越南劳动党政治局委员、越南人民军总政治局主任阮志清大将的小儿子。其母亲是Nguyễn Thị Cúc。
1964-1974年，阮志咏在河内阮文追英雄少年军校、军队文化学校学习。1974-1976年进入河内李常杰高中（今越德中学）读三年级。 1976年在11年纪时，通过了军事工程大学（Học viện Kỹ thuật Quân sự）的入学考试。但一年后，即1977年转入通信军官学校。
1981年24岁时从通校毕业，以中尉军衔进入驻守红河三角洲的越南人民军第1军服役。1983年7月13日加入越南共产党。1984年调入总参情报局（即第2局）下属的研究部门工作。由于工作出色，在十年间不断晉升。1991年34岁时，獲任命为第2局第12处组长，中校军衔。1995年2月，晋升为第12处处长助理，1995年5月38岁时經任命为第12处副处长，上校军衔。1996年升任为第12处处长。1998年晋升为第2总局副局长。1999年42岁时升为少将军衔。2002年45岁时升职为第2总局局长。不同于其父阮志清对中国的敌视态度，阮志咏在担任要职后一直保持与中国方面的紧密关系。在其于第2总局任职期间，曾獲中國提供大量技術協助，偵查國安風險。2009年中國計劃開采鋁土時，當時越南國內廣泛流傳阮志咏在事件中獲得優厚利益，因而利用第2總局控制反對聲音。 2003年，获得国际关系学博士学位。2004年47岁晋升中将军衔。2009年2月52岁升职为国防部副部长。2009年8月，不再兼任第2总局局长。2010年4月27日，国家教授会授予其国际关系学副教授资质。2011年12月54岁晋升上将军衔。在越共十一大当选为中央委员。
2016年1月，当选越南共产党第十二届中央委员会委员。2021年6月卸任退休。

## 军衔
| 授衔时间 | 1981 | 1983 | 1985 | 1987 | 1989 | 1991 | 1995 | 1999 | 2004 | 2011 |
| -------- | ---- | ---- | ---- | ---- | ---- | ---- | ---- | ---- | ---- | ---- |
| 军衔     |      |      |      |      |      |      |      |      |      |      |
| 衔级     | 中尉 | 上尉 | 大尉 | 少校 | 中校 | 上校 | 大校 | 少将 | 中将 | 上将 |

## 荣誉

### 外国勋章奖章
- 友谊勋章（俄罗斯，2019年9月23日于河内颁发[9]）
- 旭日中绶章（日本，2021年11月3日公布[10]）

## 家庭
- 夫人邓文中（Đặng Văn Trung），1989年结婚。邓文中的父亲是1994年至2002年任第2总局局长的邓武政中将。
- 儿子阮志德（Nguyễn Chí Đức）
- 女儿Nguyễn Thủy Minh Bá，专业为俄语，在第2总局工作。